# Cratere Kirch
Kirch è un cratere lunare di 11,71 km situato nella parte nord-occidentale della faccia visibile della Luna.
Il cratere è dedicato all'astronomo tedesco Gottfried Kirch.

## Crateri correlati
Alcuni crateri minori situati in prossimità di Kirch sono convenzionalmente identificati, sulle mappe lunari, attraverso una lettera associata al nome.
| Kirch | Coordinate           | Diametro (in km) |
| ----- | -------------------- | ---------------- |
| E     | 36°31′12″N 6°55′48″W | 3,01             |
| F     | 38°00′36″N 6°03′00″W | 4,06             |
| G     | 37°24′00″N 8°05′24″W | 2,58             |
| H     | 39°03′00″N 6°56′24″W | 2,75             |
| K     | 39°13′48″N 4°00′00″W | 2,48             |
| M     | 39°36′36″N 9°57′36″W | 3,02             |